# 段敏 (金壇)
段敏（1460年—？年），字惟勤，直隸鎮江府金壇縣人，醫籍，治《書經》，明朝政治人物。

## 生平
弘治二年（1489年）己酉科應天府鄉試第一百二十六名舉人。弘治三年（1490年）聯捷庚戌科會試第一百九十名，三甲第五十一名進士。十一年任江西庐陵县知县。

## 家族
曾祖段觀，醫學訓科；祖父段瑺；父段錦，母黃氏。